# Ortheziolacoccus ethiopiensis
Ortheziolacoccus ethiopiensis är en insektsart som först beskrevs av Ferenc Kozár och Miller 2000.  Ortheziolacoccus ethiopiensis ingår i släktet Ortheziolacoccus och familjen vaxsköldlöss.
Artens utbredningsområde är Etiopien. Inga underarter finns listade i Catalogue of Life.